# Flesh and the Devil
Flesh and the Devil is een Amerikaanse dramafilm uit 1926 onder regie van Clarence Brown. Het scenario is gebaseerd op de roman Es war (1894) van de Duitse auteur Hermann Sudermann. Destijds werd de film in Nederland uitgebracht onder de titel Het onsterfelijk verleden.

## Verhaal
De Duitse soldaten Leo von Harden en Ulrich von Eltz zijn al van kindsbeen af onafscheidelijke vrienden. Leo heeft een affaire met de mooie Felicitas. Wanneer ze samen worden betrapt door haar man, doodt Leo zijn rivaal in een duel. Hij moet een tijdlang onderduiken en vraagt aan Ulrich of hij op de eenzame Felicitas wil passen. Bij zijn terugkeer ontdekt hij tot zijn ontzetting dat Ulrich en Felicitas inmiddels getrouwd zijn. Hij krijgt zelf verkering met Hertha, de zus van Ulrich. Al gauw beginnen Leo en Felicitas weer een affaire. Ze willen beiden hun geliefden verlaten, maar dat blijkt niet eenvoudig.

## Rolverdeling
| Acteur           | Personage        |
| ---------------- | ---------------- |
| John Gilbert     | Leo von Harden   |
| Greta Garbo      | Felicitas        |
| Lars Hanson      | Ulrich von Eltz  |
| Barbara Kent     | Hertha           |
| William Orlamond | Oom Kutowski     |
| George Fawcett   | Pastoor Voss     |
| Eugenie Besserer | Moeder van Leo   |
| Marc McDermott   | Graaf von Rhaden |
| Marcelle Corday  | Minna            |

## Productie
Hoewel de film een groot succes werd, wilde Greta Garbo eigenlijk niet meewerken aan deze film. Ze was uitgeput na het filmen van The Temptress en wilde op vakantie naar Zweden. Haar zus was ook onlangs aan kanker overleden, waardoor ze ook niet gelukkig was. Metro-Goldwyn-Mayer weigerde Garbo toestemming te geven voor een pauze en waarschuwde dat er ernstige gevolgen zouden komen als ze in opstand zou komen.
De connectie tussen de hoofdpersonen Garbo en Gilbert was niet nep. Ze kregen een affaire tijdens het filmen van Flesh and the Devil. Het was bekend dat de twee bij elkaar introkken al voordat het filmen was afgerond en Barry Paris, een Garbo-biograaf, vertelde dat Gilbert ook een aanzoek deed. Garbo zou hebben geaccepteerd en het later hebben afgeblazen.